# Bairoil
Bairoil è un centro abitato (town) degli Stati Uniti d'America, situato nella Contea di Sweetwater nello Stato del Wyoming. Nel censimento del 2000 la popolazione era di 97 abitanti.

## Geografia fisica
Secondo i rilevamenti dell'United States Census Bureau, la località di Bairoil si estende su una superficie di 2,3 km², tutti occupati da terre.

## Popolazione
Secondo il censimento del 2000, a Bairoil vivevano 97 persone, ed erano presenti 30 gruppi familiari. La densità di popolazione era di 42,1 ab./km². Nel territorio comunale si trovavano 78 unità edificate. Per quanto riguarda la composizione etnica degli abitanti, il 100% era bianco. La popolazione di ogni razza ispanica corrispondeva al 4,12% degli abitanti.
Per quanto riguarda la suddivisione della popolazione in fasce d'età, il 19,6% era al di sotto dei 18, l'8,2% fra i 18 e i 24, il 30,9% fra i 25 e i 44, il 33,0% fra i 45 e i 64, mentre infine l'8,2% era al di sopra dei 65 anni di età. L'età media della popolazione era di 41 anni. Per ogni 100 donne residenti vivevano 86,5 uomini.